# Lebusa
Lebusa (niedersorbisch Lubuš) ist eine im Norden des Landkreises Elbe-Elster gelegene Gemeinde in Brandenburg. Sie gehört dem Amt Schlieben mit Sitz in der Stadt Schlieben an.

## Geografie
Lebusa liegt mit seinen Ortsteilen in den südlichen Ausläufern des Niederen Fläming, welche die Landschaft maßgeblich prägen.

## Gemeindegliederung
Ortsteile der Gemeinde sind Freileben, Körba und Lebusa. Hinzu kommen die Wohnplätze Striesa, Vorwerk und Weidmannsruh.

## Geschichte
Der Ort wurde 1346 erstmals urkundlich in der Meißener Bistumsmatrikel als Lebbusse erwähnt.
Lange Zeit vermuteten Historiker, die Burg Liubusua, welche Thietmar von Merseburg in seiner Chronik erwähnt, sei mit Lebusa identisch. Die moderne Archäologie konnte jedoch bisher keinerlei Nachweis für die Identität von Liubusua, dem Hauptsitz des Slawenstammes der Lusici, und Lebusa finden. Die These, Liubusua hätte in der Nähe von Löbsal bei Meißen gelegen, konnte jedoch durch archäologische Funde untermauert werden und ist derzeit gültige Lehrmeinung.
Lebusa gehörte seit 1816 zum preußischen Landkreis Schweinitz in der Provinz Sachsen (nach 1945 Land Sachsen-Anhalt), ab 1950 zum Kreis Herzberg (Land Sachsen-Anhalt, seit 1952 DDR-Bezirk Cottbus). Seit 1993 ist die Gemeinde Teil des Landkreises Elbe-Elster.
Zwischen Lebusa und Dahme wurde zu DDR-Zeiten vom „VEB Kraftverkehr Leipzig“ ein Kinderferienlager errichtet und unterhalten, das nach 1990 dem Verfall preisgegeben wurde.
 Eingemeindungen 
Am 15. Dezember 2001 wurden die bis dahin selbstständigen Gemeinden Freileben und Körba eingegliedert.

## Bevölkerungsentwicklung
| Jahr | Einwohner |
| ---- | --------- |
| 1875 | 480       |
| 1890 | 480       |
| 1910 | 480       |
| 1925 | 488       |
| 1933 | 433       |
| 1939 | 424       |

| Jahr | Einwohner |
| ---- | --------- |
| 1946 | 858       |
| 1950 | 684       |
| 1964 | 545       |
| 1971 | 485       |
| 1981 | 467       |
| 1985 | 460       |

| Jahr | Einwohner |
| ---- | --------- |
| 1990 | 477       |
| 1995 | 476       |
| 2000 | 415       |
| 2005 | 911       |
| 2010 | 832       |
| 2015 | 789       |

| Jahr | Einwohner |
| ---- | --------- |
| 2020 | 806       |
| 2021 | 791       |
| 2022 | 781       |
| 2023 | 784       |
| 2024 | 793       |

Gebietsstand des jeweiligen Jahres, Einwohnerzahl: Stand 31. Dezember (ab 1991), ab 2011 auf Basis des Zensus 2011, ab 2022 auf Basis des Zensus 2022

## Politik

### Gemeindevertretung
Die Gemeindevertretung von Lebusa besteht aus acht Gemeindevertretern und dem ehrenamtlichen Bürgermeister.  Die Kommunalwahl am 26. Mai 2019 führte zu folgendem Ergebnis:
| Partei / Wählergruppe   | Stimmenanteil | Sitze |
| ----------------------- | ------------- | ----- |
| Bürger für die Gemeinde | 96,3 %        | 8     |
| Die Linke               | 03,7 %        | –     |

### Bürgermeister
- 1998–2003: Frank Romanus (FDP)[10]
- 2003–2014: Friedhelm Brockel[11]
- seit 2014: Marcus Klee (Bürger für die Gemeinde)[12]

Klee wurde in der Bürgermeisterwahl am 26. Mai 2019 mit 83,0 % der gültigen Stimmen für eine weitere Amtszeit von fünf Jahren gewählt. Er wurde bei der Bürgermeisterwahl am 9. Juni 2024 bei einem Gegenkandidaten mit 78,4 % der gültigen Stimmen für eine weitere Amtszeit wiedergewählt.

## Sehenswürdigkeiten

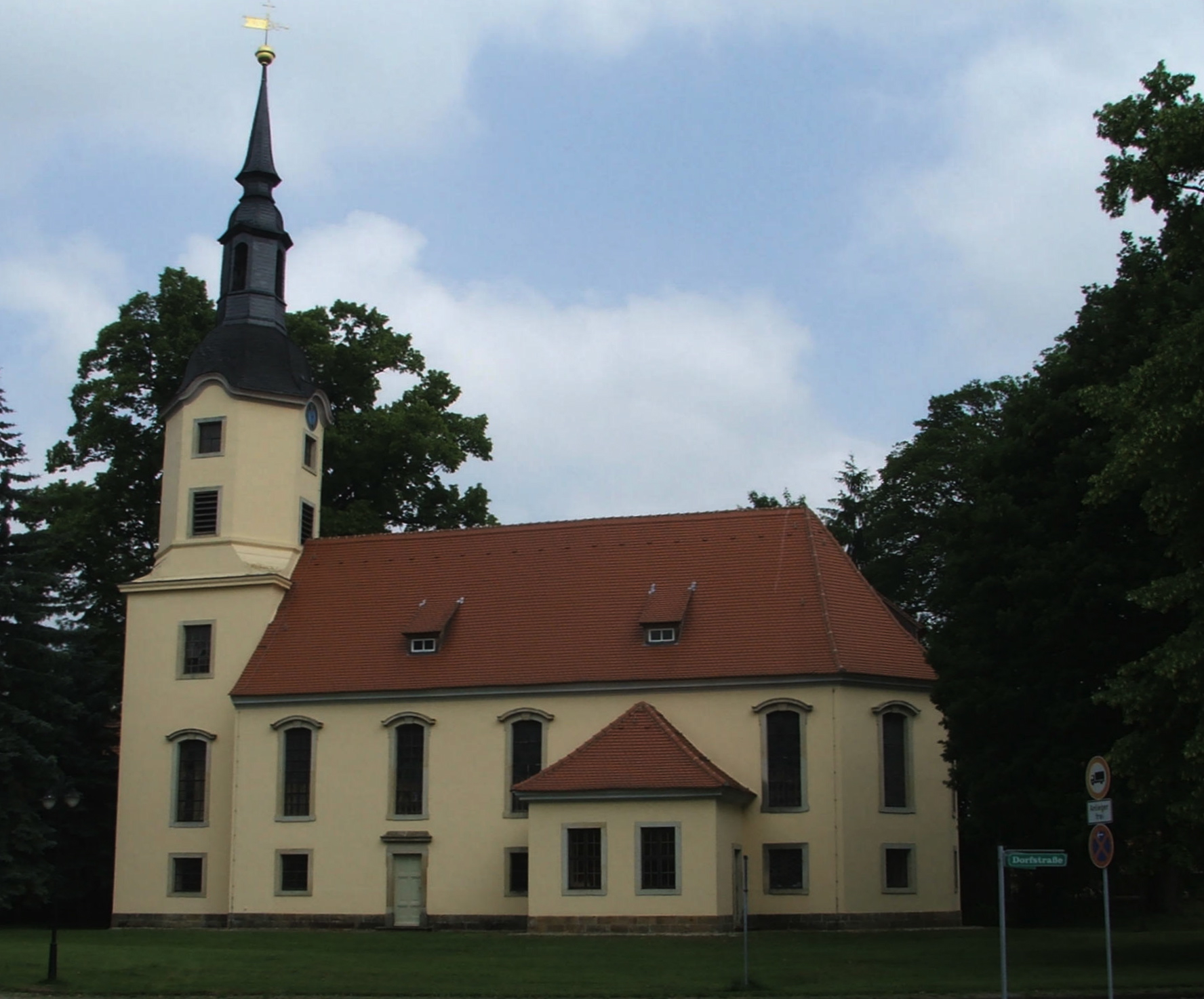
Dorfkirche Lebusa

Silbermann-Orgel

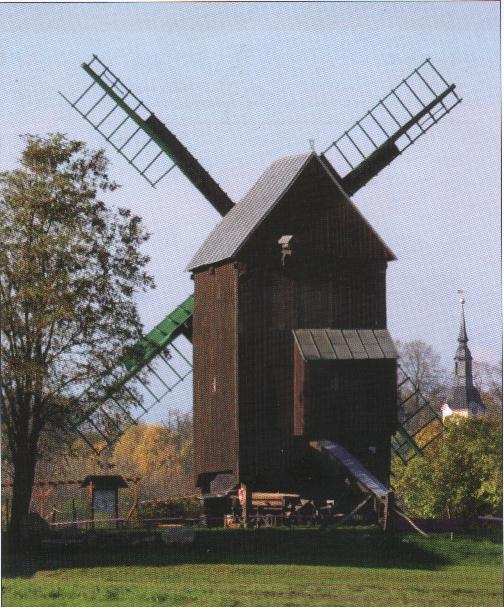
Bockwindmühle Lebusa

In der Liste der Baudenkmale in Lebusa und in der Liste der Bodendenkmale in Lebusa stehen die in der Denkmalliste des Landes Brandenburg eingetragenen Kulturdenkmale.
- Schloss Lebusa, geht auf eine frühe Wasserburg aus dem 16. Jahrhundert zurück und diente lange als Herrensitz
- Dorfkirche Lebusa, 1725 bis 1727 nach einem Entwurf von Matthäus Daniel Pöppelmann erbaut, einschiffiger Saalbau mit einer Silbermann-Orgel
- Bockwindmühle Lebusa südlich des Ortes
- Dicke Eiche mit einem Brusthöhenumfang von 7,20 m im Wald südlich von Lebusa[16]

## Verkehr
Lebusa liegt an der Landesstraße L 70 zwischen Dahme/Mark und Doberlug-Kirchhain.
Der Haltepunkt Hohenbucko-Lebusa lag an der Bahnstrecke Falkenberg/Elster–Beeskow, die 1995 stillgelegt wurde.

## Persönlichkeiten
- Johann Friedrich Mende (1743–1798), Maschinenbauer, in Lebusa geboren
- Julius von Bodenhausen, Politiker, Gutsbesitzer auf Schloss Lebusa